# Ulfried Haselsteiner

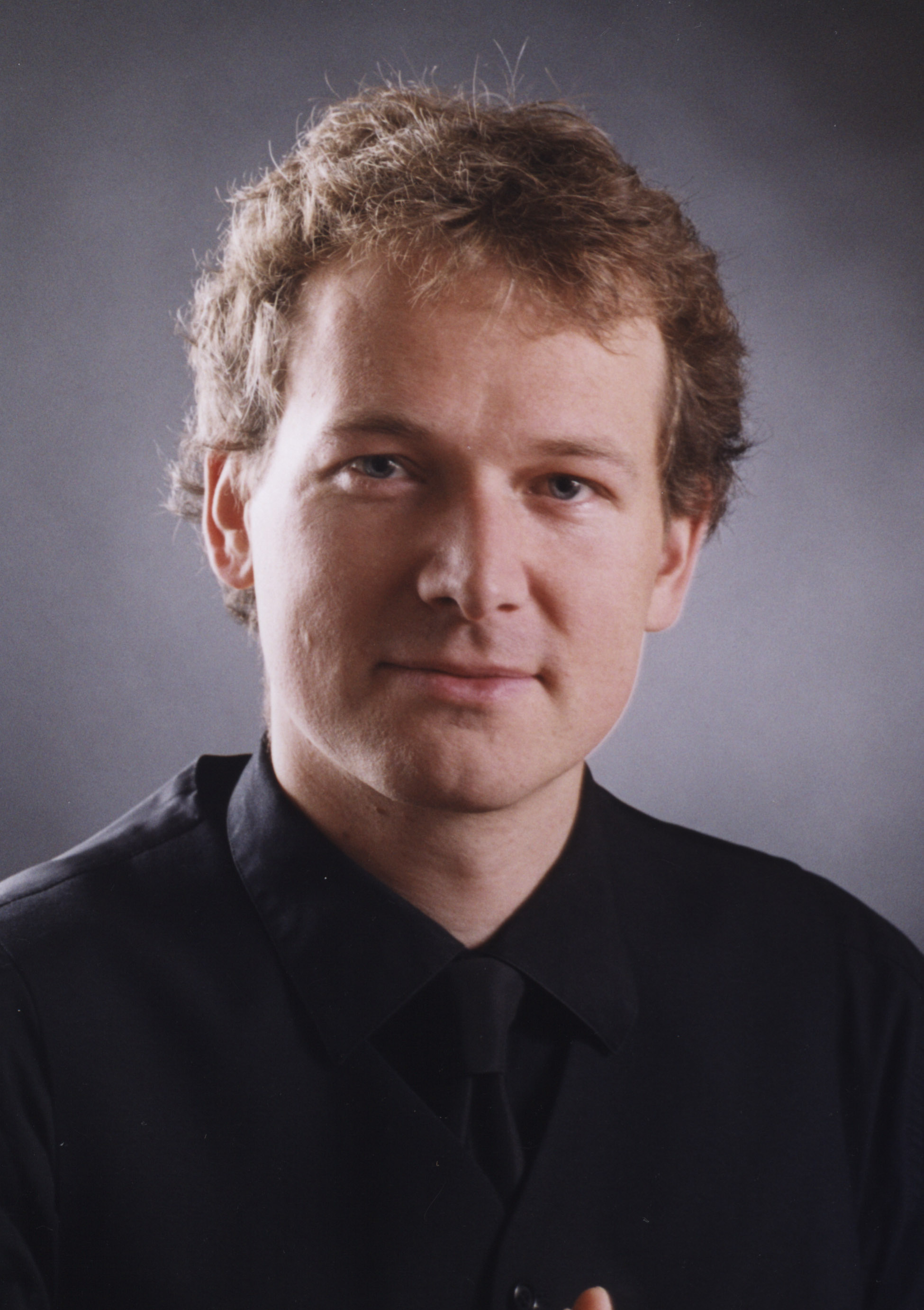
Ulfried Haselsteiner (2002)

Ulfried Haselsteiner (* 1970 in Lienz) ist ein österreichischer Opernsänger (Tenor).

## Leben
Haselsteiner debütierte 1999 an der Prager Staatsoper als Max in Carl Maria von Webers Oper Der Freischütz.
Zuvor studierte er an der Musikuniversität „Mozarteum“ in Salzburg bei Eva Illes und Boris Bakow Gesang und schloss die Opernklasse 1999 als „Hoffmann“ in Jacques Offenbachs Hoffmanns Erzählungen mit Auszeichnung ab.
Im selben Jahr erhielt er den Hanna-Ludwig-Preis für die beste sängerisch-darstellerische Leistung als „Hoffmann“ und „Alviano“ (Schreker: Die Gezeichneten).
Im Jahr 2000 führte ihn eine Tournee (Die Zauberflöte, Die Fledermaus) nach Japan, mit Aufführungen in den Metropolen des Inselstaates, darunter Osaka, Nagoya, Sendai und Tokio.
2001 verkörperte er in der italienischen Erstaufführung die Rolle des „Da-ud“ in Richard Strauss’ Oper Die ägyptische Helena am Teatro lirico di Cagliari (Sardinien). Dabei entstand auch eine CD-Gesamtaufnahme (Label: DYNAMIC).
In den folgenden Jahren gastierte er an zahlreichen europäischen Opernhäusern, darunter die Deutsche Oper Berlin, das Gran Teatre del Liceu Barcelona, das Teatro dell’Opera di Roma, das Teatro Massimo (Palermo), das Grand Théâtre de Genève, das Theater an der Wien und das Teatro Regio di Torino, sowie bei den Salzburger Festspielen.
Zu seinem Repertoire gehören vor allem die Tenorpartien im deutschen lyrisch-dramatischen Zwischenfach wie „Max“ in Webers Freischütz, „Hans“ in Bedřich Smetanas Die verkaufte Braut, oder „Tamino“ in Mozarts Zauberflöte aber auch zeitgenössische Partien. So sang er z. B. den Ludovico in der Welturaufführung von Michael Jarrells Oper Galilei am Grand Theatre du Genéve.
Seit 2012 ist Haselsteiner Mitglied des klassischen Herrenquartetts cantoSonor.